# Лонгли, Джеймс Бернанд
Джеймс Бернанд Лонгли (англ. James Bernard Longley; 22 апреля 1924 — 16 августа 1980) — американский политик, 69-й губернатор штата Мэн.

## Биография
Владелец успешной страховой компании в Льюистоне, Мэн, Лонгли начал карьеру политика тогда, когда губернатор Кеннет Кёртис назначил его главой комиссии, которая должна путём анализа помочь правительству штата работать более эффективно, сократить издержки. Вначале Лонгли не особо желал принять должность, но после некоторых раздумий принялся за работу с энергией.
Лонгли издал несколько рекомендаций, по которым штат может сэкономить 24 миллиона долларов. Также одной из отличительных черт его работы в комиссии является предложение по реорганизации университетской системы Мэна, которая, как ему казалось, была неэффективна.
В 1974 году баллотировался на должность губернатора Мэна. Его лозунгом являлась фраза, которую он часто использовал при работе с клиентами в своей страховой компании: «Подумайте об этом».
Лонгли заранее объявил, что не будет баллотироваться на второй срок.
16 августа 1980 Джеймс Бернанд Лонгли умер от рака. Похоронен на кладбище Маун-Хоуп в Льюистоне.